# 克盧日-納波卡猶太會堂

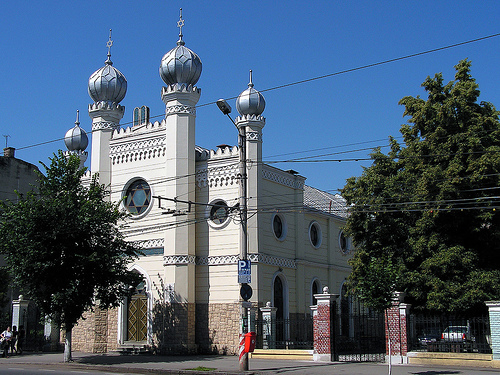
克盧日-納波卡猶太會堂

克盧日-納波卡猶太會堂（Templul Memorial al Deportaţilor）是羅馬尼亞城市克盧日-納波卡的一座猶太會堂，也是該市唯一一座仍在使用的猶太會堂。猶太會堂內也有紀念猶太人大屠殺的犧牲者的設施。

## 外部連結
- Photos（页面存档备份，存于）

46°46′38″N 23°35′11″E / 46.77718°N 23.58651°E